# Katarzyna Dziurska
Katarzyna Dziurska (ur. 19 lutego 1988 w Nidzicy) – polska trenerka personalna i instruktorka fitness.

## Życiorys

### Wykształcenie
Ukończyła studia magisterskie w gdańskiej Akademii Wychowania Fizycznego i Sportu na kierunku Turystyka i rekreacja w dwóch specjalnościach: trener personalny i instruktor fitness.

### Kariera
W wieku sześciu lat rozpoczęła treningi tańca hip-hop i dancehall w Nidzickim Ośrodku Kultury w Nidzicy w grupie TAN. Uczestniczyła w wielu zawodach tanecznych w kraju i za granicą. Była członkinią grupy „Cheerleaders Prokom Gdynia”, z którą trzy razy wystąpiła podczas meczów NBA na zaproszenie Marcina Gortata.
W 2017 zajęła drugie miejsce w europejskim konkursie Fitness Gimnastycznym Arnold Classic Europe. Jest też Mistrzynią Świata w Fitness Figure Classic, Mistrzynią Europy Bikini Fitness oraz wielokrotną Mistrzynią i Wicemistrzynią Polski w Fitness Soft. 
Występuje w charakterze ekspertki fitness w programach śniadaniowych: Pytanie na śniadanie i Dzień dobry TVN.

### Pozostałe przedsięwzięcia
Wystąpiła w teledysku do piosenki zespołu Blenders „Astropunk” (2010). 
Była finalistką (w parze z Tomaszem Barańskim) ósmej edycji programu rozrywkowego Polsatu Dancing with the Stars. Taniec z gwiazdami (2018) i uczestniczką programu TVP2 Dance Dance Dance (2019).

### Życie prywatne
Jest córką Anny i Andrzeja Dziurskich. Jej matka (1958–2017) była nauczycielką języka polskiego w Zespole Szkół nr 1 w rodzinnej Nidzicy.
Od stycznia 2018 jest w związku z trenerem personalnym i kulturystą Emilianem Gankowskim, z którym poznała się na siłowni. 20 kwietnia 2019 poinformowali o zaręczynach.